# Bohumil Bouška
Bohumil Bouška (4. dubna 1864 Praha – 30. ledna 1935 Praha) byl český spisovatel, dramatik a pedagog.

## Život
Narodil se 4. dubna 1864 v Praze. Celý život působil jako učitel. Nejprve ve Všelibicích a Smržově u Českého Dubu. Nejzásadnější část jeho pedagogického života je spojena s Troskovicemi u Rovenska pod Troskami, kde učil v letech 1910 až 1926, od roku 1911 jako řídící učitel. Čile se účastnil vesnického dění. Spolupracoval s Klubem českých turistů v Rovensku pod Troskami, redigoval Zpravodaj Českého ráje, zároveň byl zaníceným režisérem místního divadelního spolku Tyl. S ochotníky i dětmi ze školy nacvičil řadu představení a besídek.
Po roce 1926, kdy odešel na odpočinek, si ponechal v troskovickém hostinci malý byt a často sem z Prahy dojížděl, aby dál pomáhal při nacvičování divadelních her. Ještě v lednu 1934 byl zvolen předsedou spolku Tyl.
Zemřel ve věku 70 let 30. ledna 1935 v Praze.

## Dílo
Jeho rozsáhlé dílo čítá množství žánrů – historicko-dobrodružné romány, divadelní hry pro dospělé, loutkové hry pro děti, básně.
V souborném katalogu Národní knihovny České republiky je Bouška zastoupen více než 70 položkami.
Divadelní hry mj.: Švédové v Praze aneb Zrádcova smrt (1895), Přemysl Otakar II. (1905), Ať žije naše republika! (1924), Zločin a svědomí (1931).
Dobrodružná beletrie mj.: Setník císařských kyrysníků (1912), V klášterní hrobce (1926), Tajemná maska (1927).
Z tvorby pro děti: Zakletá princezna Zlatohlávka (1909), Květ kapradí (1920), Princezna Šmordulina a loupežník Klecián (1927).
V roce 1925 vychází sbírka Bouškových proslovů a básní Od srdce k srdci a v roce 1933 obdobné čtení s názvem Pramen.
Zajímavé jsou Bouškou sebrané a historickými glosami doplněné pověsti Českým rájem na Trosky, které byly donedávna tištěny a distribuovány po hradech Českého ráje.

## Význam
Jeho dílo bylo vydáváno jen za jeho života, od té doby upadá do zapomnění. Jedinou dosud živou knihou jsou pověsti Českým rájem na Trosky.
Jeho divadelní hry Ať žije naše republika! (1924) a Štěstí u lože umírající matky (1930) byly ještě za Bouškova života přeloženy do slovenštiny.
Byl bravurním vypravěčem. Ve svých dobrodružných knihách dokázal udržet čtenářovu pozornost, v divadelních hrách mistrně karikoval lidskou, resp. českou povahu. Bohužel jeho tvorba se nedokázala vyvarovat schématičnosti a Bouška – autor se v žádné oblasti své činnosti nepokusil o hlubší tvůrčí ponor.
Sympatický byl jeho vřelý vztah ke kraji Českého ráje, k jeho přírodě i lidem. Dokládá to zejména kniha básní Hold Českému ráji (1934) a pozoruhodná historicko-beletristická knížka Z dob poddanství na Hruboskalsku (vyšla roku 1914 jako příloha Mladoboleslavských listů), jež přibližuje genealogii starobylého rodu Kosinů z Krčkovic.